# Edifici d'habitatges a la rambla de les Davallades, 17 (Vic)
L'Edifici d'habitatges a la rambla de les Davallades, 17 és una obra modernista de Vic (Osona) protegida com a Bé Cultural d'Interès Local.

## Descripció
Es tracta d'un immoble entre mitgeres que consta amb una composició simètrica respecte d'un eix central. Consta de planta baixa, dos pisos i golfes. A la planta baixa trobem un local comercial i la porta d'accés a la finca. Als pisos hi ha balcons, el del primer pis és corregut i els del segons són independents. Aquests estan formats per arcs escarsers, els brancals i l'arc són de pedra. A la part de dalt hi ha una galeria d'arcs de mig punt. La coberta és de teula àrab amb ràfec destacat.